# Andrea Roth
Andrea Roth (30 de septiembre de 1967) es una actriz canadiense. Es conocida por la serie de FX, Rescue Me, (2004–2011) en donde interpreta a Janet Gavin, la esposa del Tommy Gavin.

## Biografía
Roth nació en Woodstock, Ontario, Canadá, de padre escocés y madre holandesa.
Debutó en el drama deportivo de Australia The Club como Amy en 1980, dirigida por Bruce Beresford. Ella apareció en numerosas series de televisión y en películas de televisión, incluyendo el thriller canadiense Psychic en 1992, la película Burn en 1998, y la película de terror The Untold en 2002, antes de aterrizar en su papel en Rescue Me. Ella apareció en Jet Li y War película de acción en 2007.
El 29 de marzo de 2010, Roth dio a luz a una hija, con su novio Todd Biermann, de nombre Ava Reese. Roth y Biermann se casaron el 7 de octubre de 2011.
En julio de 2010, se anunció que Roth se uniría al elenco de la nueva serie dramática de CBS, Blue Bloods, en reemplazo de Wendy Moniz.

## Filmografía
1. The Club (1980) - Amy.
2. The New Alfred Hitchcock Presents (1 episodio, 1988) - Anna.
3. Night Heat (1 episodio "Jumper", 1988) - Hope.
4. The Jitters (1989) - Gang Gal.
5. C.B.C.'s Magic Hour (1 episodio, "Rookies", 1989) -
6. Princes in Exile (1990) - Marlene.
7. Friday the 13th: The Series (1 episodio, "Midnight Riders", 1990) - Penny Galen.
8. The Hitchhiker (1 episodio, "Strate Shooter", 1990) -
9. My Secret Identity (2 episodiod, "Best Friends" and "My Old Flame", 1990–1991) - Paula / Krista Stemler.
10. Seedpeople (1992) - Heidi Tucker.
11. Katts and Dog (1 episodio, "Crime of Fashion", 1992) -
12. Dangerous Curves (1 episodio, "Deathwatch", 1992) - Kate Larkin.
13. Parker Lewis Can't Lose (1 episodio, "Money Talks", 1992) - Carly.
14. Psychic (1992) - April Harris.
15. The Good Fight (1992) (TV) - Emily Cragin
16. Secret Service (1 episodio, "Vet Murder with Extra Cheese", 1993) - Buddro.
17. E.N.G. (5 episodios, "To Kill with Kindness", "Love and Duty", "Another Pretty Face", "The Big Sleepover" and "Love and Marriage", 1992–1993) - Tessa Vargas.
18. Counterstrike (1 episodio, "Muerte", 1993) - Heidi.
19. Murder, She Wrote (1 episodio, "Love's Deadly Desire", 1993) - Valerie Hartman.
20. Tropical Heat (1 episodio, "Turning Screws", 1993) - Trudy.
21. Highlander: The Series (1 episodio, "Epitaph for Tommy", 1993) - Suzanne Honniger.
22. The Club (1994) - Amy.
23. Spoils of War (1994) (TV) - Penny.
24. Dead at 21 (1 episodio, "Hotel California", 1994) -
25. A Change of Place (1994) (TV) - Kim Jameson/Kate "Dominique" Jameson.
26. Forever Knight (2 episodios, "Love You to Death" and "Faithful Followers", 1993–1994) - Lucy Preston / Lucy Sylvaine.
27. RoboCop: The Series (9 episodios, 1994) - Diana Powers/NeuroBrain.
28. A Woman of Independent Means (1995) TV miniseries - Eleanor, adulta.
29. Crossworlds (1996) - Laura.
30. Desert Breeze (1996) (TV) -
31. The Sunchaser (1996) - Head Nurse.
32. The Outer Limits (1 episodio, "The Sentence", 1996) - Dr. Dana Elwin.
33. Red Meat (1997) - Nan.
34. Divided by Hate (1997) (TV) - Carol Gibbs.
35. Executive Power (1997) (V) - Susan Marshall.
36. Players (1 episodio, "Con Job", 1997) - Gentrie Maddox.
37. Burn (1998) -
38. The Pretender (1 episodio, "Hazards", 1998) - Gibbs.
39. Hidden Agenda (1999) - Monika Engelmann.
40. Nash Bridges (1 episodio, "Truth and Consequences", 1999) - Shelby Carter.
41. Dangerous Attraction (2000) - Allison Davis.
42. Bull (4 episodios, "Visit", "A Beautiful Lie", "It's Not Personal" and "Who's Afraid of Chairman Al", 2000) - Jo Decker.
43. Personally Yours (2000) (TV) - Gina.
44. Diagnosis: Murder (1 episodio, "Death by Design", 2000) - Kendra/Beverly Scott.
45. The Stepdaughter (2000) - Susan Heller and also Associate Producer.
46. The Agency (2001) (TV) - Lisa Fabrizzi.
47. The Agency (1 episodio, "Pilot", 2001) - Lisa Fabrizzi.
48. The Time Tunnel (2002) (TV) - Toni Newman.
49. All Around the Town (2002) (TV) - Sarah Kinmount.
50. The Untold (2002) - Marla Lawson.
51. Highwaymen (2003) - Alexandra Farrow.
52. Lucky (1 episodio, "Calling Dr. Con", 2003) - Amy.
53. Miracles (1 episodio, "Saint Debbie", 2003) - Debbie Olson.
54. The Perfect Husband (2004) (TV) - Beverly.
55. CSI: Crime Scene Investigation (3 episodios, "Invisible Evidence", "Suckers" y "Turn of the Screws", 2003–2004) - Oficinista.
56. Rescue Me (52 episodios, 2004–2011) - Janet Gavin.
57. Law & Order (1 episodio, "Mammon", 2005) - Marley Emerson.
58. CSI: Miami (1 episodio, "Sex & Taxes", 2005) - Molly Edge.
59. Chasing Christmas (2005) (TV) - Present.
60. Crazy for Christmas (2005) (TV) - Shannon McManus-Johnson.
61. Last Exit (2006) (TV) - Diana Burke.
62. War (2007) - Jenny Crawford
63. Numb3rs (1 episodio, "Thirteen", 2007) - Alex Trowbridge.
64. Criminal Minds (1 episodio, "Limelight", 2008) - Jill Morris.
65. Lost (1 episodio, "The Other Woman", 2008) - Harper Stanhope.
66. Bridal Fever (2008) (TV) - Gwen Green.
67. The Secret Lives of Second Wives (2008) (TV) - Lynn Hughes.
68. The Skeptic (2009) - Robin Becket.
69. The Collector (2009) - Victoria.
70. Dark Blue - Nicole Carter (2 episodios, 2009).
71. Courage (2009) - Teresa.
72. A Golden Christmas (2009) (TV) - Jessica.
73. Blue Bloods (5 episodios, 2010–2011) - Kelly Davidson-
74. Committed (2011) - Celeste Dupont.

1. Revolution (2012-presente) (TV) - Rachel Matheson